# حديقة بحرية جزيرة مافيا
يُعد منتزه جزيرة مافيا البحر(بلانجليزيه:Mafia Island Marine Park ) وباللغه السواحيلية ((Hifadhi Bahari ya Taifa ya Kisiwa cha Mafia))منتزهًا بحريًا فريدًا في تنزانيا، ويصنف ضمن الفئة السادسة للاتحاد الدولي لحفظ الطبيعة. يقع المنتزه حول أرخبيل المافيا الساحر في بحر الزنج بالمحيط الهندي. إداريًا، يتبع المنتزه لمنطقة المافيا في إقليم بواني بتنزانيا. 

## التأثير على التنوع البيولوجي البحري
قبل تأسيس منتزه جزيرة مافيا البحري، أجمع الصيادون المحليون المخضرمون على تدهور ملحوظ في مصائد الأسماك . وفقًا لهؤلاء الصيادين، بدأ هذا التدهور في ستينيات القرن الماضي، وعزوا سببه إلى ممارسات مثل الصيد بالديناميت،وتدمير الموائل البحرية، الصيد الجائر، واستخدام معدات صيد مدمرة. وقد وصلت معدلات الصيد لكل وحدة جهد إلى أدنى مستوياتها في الثمانينيات والتسعينيات، وذلك قبل إنشاء المنتزه في عام 1995.
منذ إنشاء الحديقة، أفاد الصيادون المحليون أن الممارسة المدمرة المتمثلة في استخراج المرجان قد تراجعت بشكل كبير، وأصبحت الآن مسموحًا بها فقط للاستخدام المعيشي. ومع ذلك، كشفت دراسة أُجريت عام 2003 أن الغطاء المرجاني الحي لا يزال عند نسبة 14% فقط .
أظهرت الدراسات أن الكتلة الحيوية لأنواع الأسماك مثل سمك النهاش الأسود تزيد بما يتراوح بين ستة إلى عشرة أضعاف داخل المنطقة المحمية في منتزه جزيرة مافيا البحري. كما يميل حجم جسم سمك النهاش إلى أن يكون أكبر داخل هذه المنطقة .
لقد أبدى سمك النهاش الأسود استجابة إيجابية لإنشاء الحديقة البحرية، مما يشير إلى فعالية الحماية الجزئية. ومع ذلك، هناك حاجة لإجراء المزيد من الأبحاث حول استجابة أنواع بحرية أخرى لتحديد ما إذا كانت الحديقة تساهم بفعالية في حماية التنوع البيولوجي البحري بشكل عام.

## التأثير على مصائد الأسماك
كشفت دراسة أجريت عام 2004 أن مواقع الصيد القريبة من المنطقة المحمية في منتزه جزيرة مافيا البحري أظهرت وفرة أكبر من الأسماك ومتوسط حجم أكبر لها مقارنة بالمواقع الأبعد. تُعرف هذه الظاهرة بـ"التدفق السمكي"، وهي تحدث عندما تتزايد أعداد الأسماك داخل منطقة محمية بشكل كبير، مما يدفعها إلى الانتقال خارج حدود تلك المنطقة. هذا الانتقال يساهم في تجديد مخزون الأسماك في المناطق المحيطة، ما يعود بالنفع على مصائد الأسماك خارج الحديقة.

## التأثير على المجتمعات المحلية

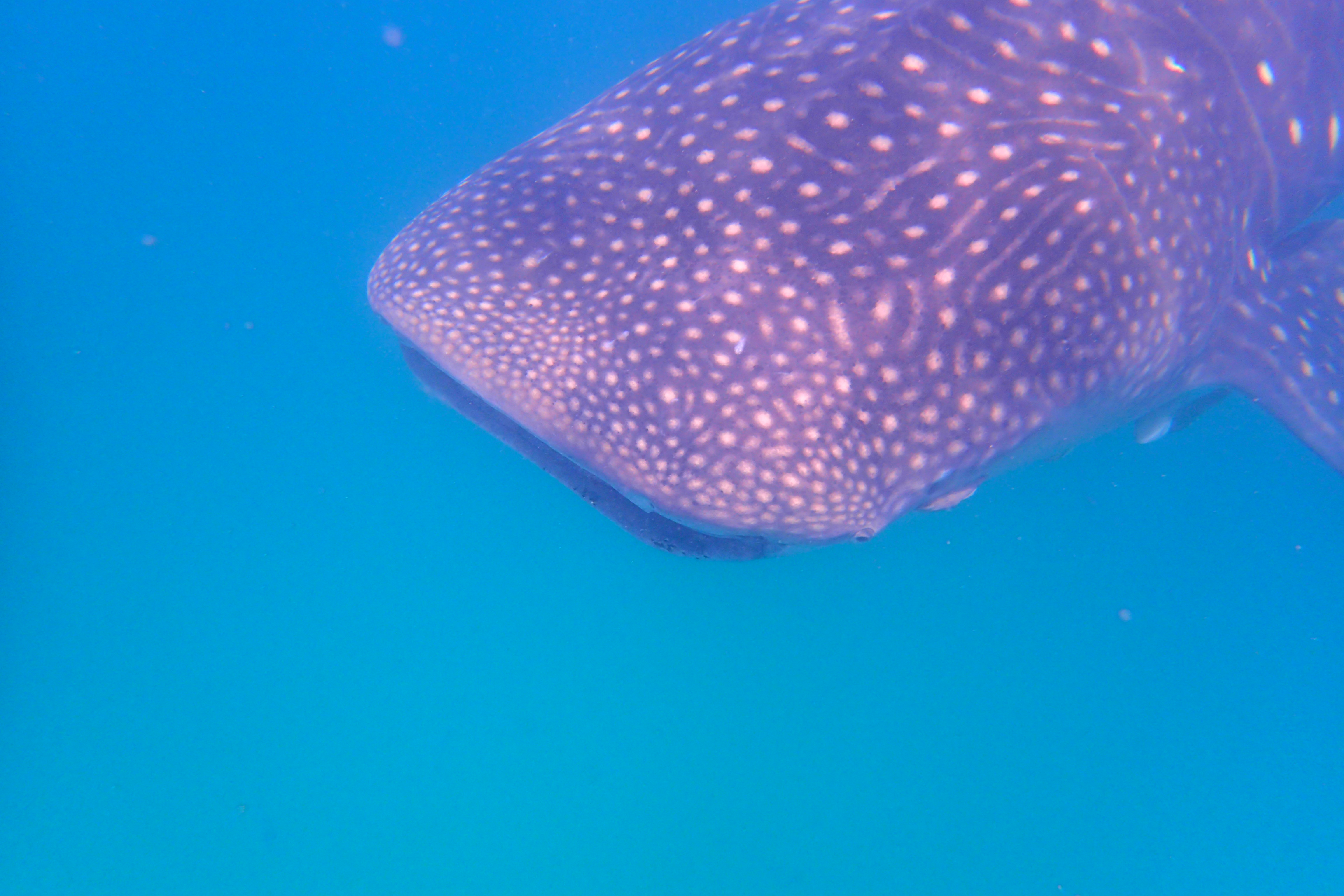
رحلة سفاري لمشاهدة قرش الحوت الأفريقي في جزيرة مافيا

أفادت دراسات متعددة أن الصيادين والقرويين المحليين قد عانوا من تدهور في قدرتهم على تلبية احتياجاتهم واحتياجات أسرهم، وذلك بسبب فقدان مناطق الصيد الرئيسية بعد إنشاء منتزه جزيرة مافيا البحري .ووفقًا لنفس هذه الدراسات، ركزت إدارة المنتزه بشكل أساسي على تحسين الظروف البيئية البحرية بدلاً من معالجة الاحتياجات البشرية للمجتمعات المتأثرة. في الواقع، تشير العديد من الدراسات إلى أن تنفيذ المناطق البحرية المحمية غالبًا ما يكون سببًا للضعف وعدم اليقين فيما يتعلق بسبل العيش المحلية . 

## المعالم السياحية
تشمل منتزه جزيرة مافيا البحري وجهة سياحية مميزة تُعرف بأنشطتها المائية الجذابة مثل الغطس والغوص. ما يميز الجزيرة بشكل خاص هو وجود أعداد كبيرة من أسماك القرش الحوتية المقيمة قبالة سواحلها، مما يجعلها نقطة جذب فريدة لعشاق الحياة البحرية . 

## روابط خارجية
- منتزه أرخبيل المافيا البحري
- الصندوق العالمي للحياة البرية[وصلة مكسورة]